# Тандер Беј
Тандер Беј (енгл. Thunder Bay) је град у Канади у покрајини Онтарио. Према резултатима пописа 2011. у граду је живело 108.359 становника.

## Становништво
Према резултатима пописа становништва из 2011. у граду је живело 108.359 становника, што је за 0,7% мање у односу на попис из 2006. када је регистровано 109.160 житеља.
| 2006.   | 2011.   |
| ------- | ------- |
| 109.160 | 108.359 |